# Guadalajara (Mexic)
Guadalajara este un municipiu și capitala statului Jalisco din Mexic. Se află în vestul Republicii Mexicului și în centrul statului Jalisco. Este al doilea oraș ca mărime din Mexic și se află în apropiere de Rio Grande de Santiago, la o altitudine de 1567 m.  Se învecinează în nord cu Zapopan, Ixtlahuacan del Río, în est cu Tonalá și Zapotlanejo, iar la sud cu Tlaquepaque.
Populația totală a Guadalajarăi este de 1.600.894 de locuitori potrivit recensământului INEGI din anul 2005, devenind al doilea cel mai populat municipiu din Mexic, după Ecatepec de Morelos din statul México. Zona sa metropolitană, care înglobează alte 8 municipii ale statului Jalisco, totalizează 4.295.853 de locuitori, fiind a doua metropolă a țării, după zona metropolitană a orașului Ciudad de México. Guadalajara este al doilea cel mai des populat din țară depășit doar de Ciudad Nezahualcoyotl în Mexic. Numele său provine din arabă: wād al-ḥaŷara واد الحجرة o , ceea ce înseamnă: "Valea Pietrei", deși tradiṭional numele său înseamnă "Râul de pietre", sau "Valea Cetăṭilor". Cuceritorul Nuño Beltrán de Guzmán, a numit așa orașul în onoarea orașului său natal, Guadalajara, Spania. Orașul este unul dintre cele mai importante zone din punct de vedere cultural, industrial și economic din țară. Este cunoscut in lume pentru tradițiile sale, atracțiile sale turistice și culturale și pentru gastronomia sa, și puternica sa identitate culturală, i-a dat o imagine iconografică orașului. În timp ce, Guadalajara contemporană este un pol economic, industrial, comercial și infrastructural în Mexic.
Acest oraș a fost de asemenea considerat un oraș al viitorului conform studiilor din 2007 al FDI Magazine, datorită populației sale tinere.

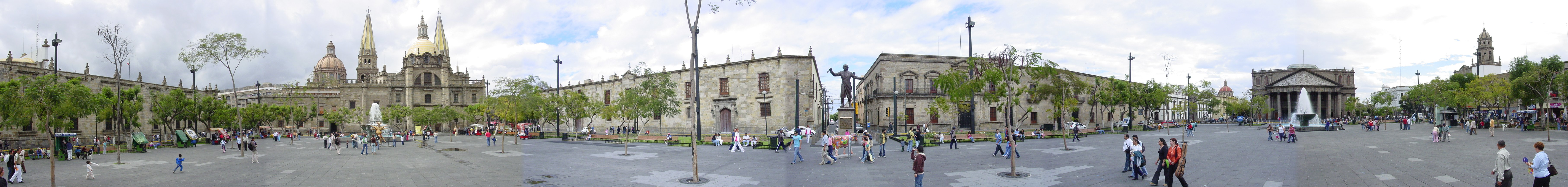
Panorama centrului istoric al Guadalajarăi

## Personalități marcante
- Fernando Calderón (1809 - 1845), scriitor;
- Luis Barragán (1902 - 1988), arhitect;
- Álvaro Gaxiola (1937 - 2003), sportiv la sărituri în apă;
- Susana Dosamantes (1948 - 2022), actriță;
- Guillermo del Toro (n. 1964), regizor;
- Luis G. Abbadie (n. 1968), scriitor;
- Gael García Bernal (n. 1978), actor;
- Sherlyn Montserrat González Díaz (cunoscută ca Sherlyn, n. 1985), cântăreață;
- Guillermo Ochoa (n. 1985), fotbalist;
- Andrés Guardado (1986), fotbalist;
- Ximena Navarrete (n. 1988), fotomodel, Miss Universe (2010);
- Javier Hernández Balcázar (n. 1988), fotbalist;
- Taide Rodríguez (1989), cântăreață, actriță;
- Sergio Pérez (n. 1990), pilot de curse;
- Canelo Álvarez (n. 1990), pugilist;
- Jorge Blanco (n. 1991), actor, cântăreț;
- Germán Sánchez (n. 1992), sportiv la sărituri în apă;
- Iván García (n. 1993), sportiv la sărituri în apă;
- Michael Ronda (n. 1996), actor, cântăreț;
- Melissa Nungaray (n. 1998), scriitoare;
- Karol Sevilla (n. 1999), actriță, cântăreață.

1. ↑   https://it-ch.topographic-map.com/map-gcfsnx/Guadalajara/?zoom=19&center=20.67757%2C-103.34767&popup=20.67782%2C-103.34769 Lipsește sau este vid: |title= (ajutor)
2. ↑   https://micodigopostal.org/jalisco/guadalajara/ Lipsește sau este vid: |title= (ajutor)
3. ↑  Enciclopedia Universală Britanica. Litera. 2010. p. 64.